# Simon Ok Hyun-jjn
Simon Ok Hyun-jjn (in coreano: 옥현진 대주교; Muan, 5 marzo 1968) è un arcivescovo cattolico sudcoreano, dal 19 novembre 2022 arcivescovo metropolita di Gwangju e dall'11 ottobre 2023 segretario generale della Conferenza dei vescovi cattolici della Corea.

## Biografia

### Formazione e ministero sacerdotale
Dopo aver frequentato il seminario maggiore di Kwangju dal 1986 al 1994, è stato ordinato sacerdote il 26 gennaio 1994 e ha conseguito il master in teologia.
Dopo l'ordinazione sacerdotale ha approfondito gli studi teologici, conseguendo nel 2004 un dottorato in storia ecclesiastica presso la Pontificia Università Gregoriana di Roma. Successivamente dal 2005 al 2010 è stato direttore del centro di ricerca di storia della chiesa dell'Università cattolica di Kwangju, mentre dal 2006 al 2011 ha ricoperto anche il ruolo di docente.

### Ministero episcopale
Il 12 maggio 2011 papa Benedetto XVI lo ha nominato vescovo ausiliare di Gwangju, assegnandogli la sede titolare di Pederodiana.
Ha ricevuto l'ordinazione episcopale il 6 luglio successivo presso la Im-dong Cathedral di Gwangju dalle mani dell'arcivescovo di Gwangju Hyginus Kim Hee-jong, co-consacranti gli arcivescovi emeriti di Gwangju Raúl Biord Castillo e Victorinus Youn Kong-hi e il vescovo di Cheju Peter Kang U-il.
Il 9 marzo 2015 ha compiuto la visita ad limina insieme agli altri prelati coreani.
Il 19 novembre 2022 papa Francesco lo ha nominato arcivescovo metropolita di Gwangju, succedendo a Hyginus Kim Hee-jong, dimessosi per raggiunti limiti d'età. Ha preso possesso dell'arcidiocesi il 30 novembre successivo, mentre il 29 giugno 2023 ha ricevuto il pallio dal Santo Padre durante la cerimonia svoltasi in piazza san Pietro a Roma.
All'interno della Conferenza dei vescovi cattolici della Corea ha ricoperto diversi incarichi: dal 2012 al 2018 è stato presidente della commissione per le migrazioni interne e la pastorale, mentre dal 2018 al 2023 è stato presidente della commissione per le relazioni sociali e pubbliche della conferenza episcopale e presidente del comitato della conferenza episcopale cattolica per la memoria dei martiri e la pastorale dei pellegrinaggi. Durante l'assemblea della Conferenza dei vescovi cattolici della Corea svoltasi nel mese di ottobre 2023 è stato invece nominato segretario generale.

## Stemma e motto
Lo stemma è composto da una croce di legno situata al centro che simboleggia Gesù con le braccia aperte che abbraccia tutto il mondo.
I quattro piccoli ovali simboleggiano la vera pace, come dimostra il colore delle foglie di ulivo. La lettera "M" situata in basso a destra dello stemma simboleggia la Vergine Maria in piedi sotto la croce. Lo stemma è stato creato da padre Seongbong Kim, professore all'Università cattolica di Gwangju.
Il motto adottato è tratto dal vangelo di Giovanni: "Manete in me" e riassume il desiderio di vivere in Gesù.

## Genealogia episcopale
La genealogia episcopale è:
- Cardinale Scipione Rebiba
- Cardinale Giulio Antonio Santori
- Cardinale Girolamo Bernerio, O.P.
- Arcivescovo Galeazzo Sanvitale
- Cardinale Ludovico Ludovisi
- Cardinale Luigi Caetani
- Cardinale Ulderico Carpegna
- Cardinale Paluzzo Paluzzi Altieri degli Albertoni
- Papa Benedetto XIII
- Papa Benedetto XIV
- Papa Clemente XIII
- Cardinale Marcantonio Colonna
- Cardinale Giacinto Sigismondo Gerdil, B.
- Cardinale Giulio Maria della Somaglia
- Cardinale Carlo Odescalchi, S.I.
- Cardinale Costantino Patrizi Naro
- Cardinale Lucido Maria Parocchi
- Papa Pio X
- Cardinale Gaetano De Lai
- Cardinale Raffaele Carlo Rossi, O.C.D.
- Cardinale Amleto Giovanni Cicognani
- Arcivescovo Antonio del Giudice
- Cardinale Stephen Kim Sou-hwan
- Arcivescovo Andreas Choi Chang-mou
- Arcivescovo Hyginus Kim Hee-jong
- Arcivescovo Simon Ok Hyun-jjn